# Nine Million Bicycles
Pistes de Piece by Piece
I Cried for You
Nine Million Bicycles est le single de la chanteuse britannique d'origine géorgienne Katie Melua sorti le 21 octobre 2006 en France. C'est le premier single de l'album Piece by Piece, sa face B est la chanson Market Day in Guernica.
Le 30 septembre 2005, Melua est critiquée dans The Guardian par l'écrivain et scientifique Simon Singh à propos des paroles de la chanson Nine Million Bicycles. Dans cette chanson, le passage « We are 12 billion light-years from the edge. That's a guess — no-one can ever say it's true » (« Nous sommes à 12 milliards d'années-lumière du bord (de l'univers) qui est une hypothèse non vérifiable ») a été pris par Singh comme une attaque contre l'exactitude des travaux des cosmologistes, ce qui provoqua l'envoi de lettres d'autres lecteurs du Guardian, donnant eux aussi leur avis.

## Support
- 45 Tours single

A. "Nine Million Bicycles" - 3:15
B. "Market Day in Guernica" - 4:02
C. "Stardust" - 4:10

## Positions dans lescharts
| Classement (2005)             | Meilleure position |
| ----------------------------- | ------------------ |
| Europe - Hot 100 Singles 2005 | 19                 |
| Canada                        | 21                 |
| Nouvelle-Zélande              | 28                 |
| Belgique                      | 4                  |
| France                        | 56                 |
| Pays-Bas                      | 2                  |
| Suisse                        | 43                 |
| Italie                        | 17                 |
| Norvège                       | 10                 |
| Allemagne de l'Ouest          | 31                 |
| Irlande                       | 11                 |
| Écosse                        | 5                  |
| Royaume-Uni                   | 5                  |